# Бирюса (предприятие)

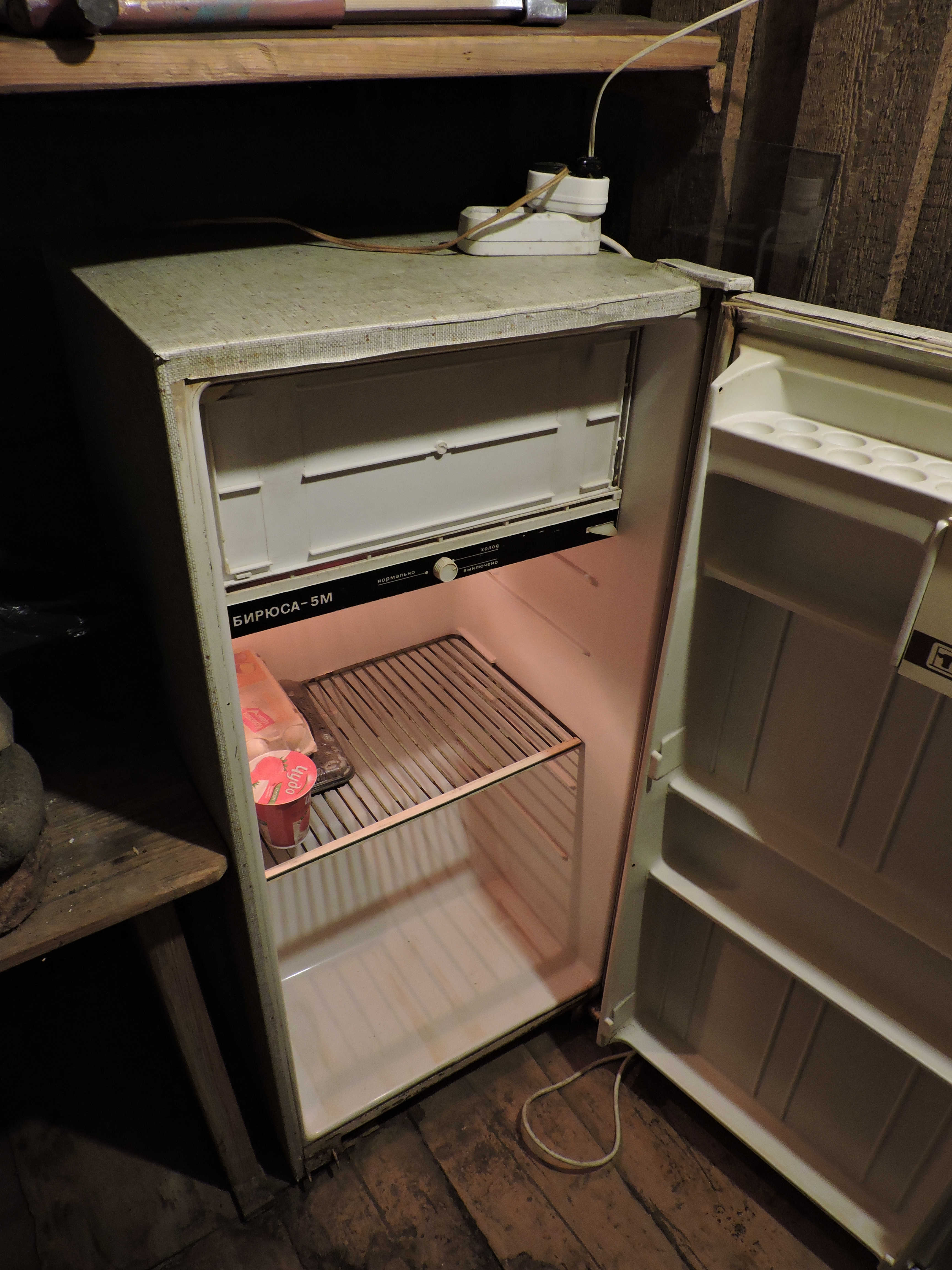
Классический советский холодильник «Бирюса-5М»

Красноя́рский заво́д холоди́льников «Бирюса́» — один из крупнейших производителей бытовой холодильной техники и торгового холодильного оборудования в России.
Не имеет производства полного цикла с 2008 года. Важнейший агрегат в конструкции холодильника — мотор-компрессоры серии КВ и КВО перестали выпускаться на этом заводе с 2008 года, после чего на холодильное оборудование производства завода «Бирюса» устанавливаются импортные мотор-компрессоры производства марки «Данфосс», Jiaxipera и др. Некоторые части и узлы изготавливает самостоятельно из материалов и комплектующих известных мировых производителей, таких как BASF, DOW, ACC, Ticona, Ilpea, Samsung. Производственные цеха оснащены оборудованием ведущих фирм из России, Германии, Италии, Японии, Кореи.

## История
В 1963 году Правительством принято решение о создании на предприятии п/я 32 (впоследствии завод «Красмаш») производства бытовых холодильников.
В 1964 году с конвейера сходит первый холодильник «Бирюса», начат серийный выпуск.
В 1965 году на предприятии освоены проектные производственные мощности. Изготовлено свыше ста пятидесяти тысяч холодильников.
В 1967 году созданы мощности на триста пятьдесят тысяч холодильников в год.
21 января 1969 года правительством принято решение по созданию производства компрессоров на базе импортного оборудования с проектной мощностью один миллион штук в год и увеличению мощности по выпуску холодильников до семисот тысяч штук в год.
В апреле 1971 года закончено строительство производственных корпусов завода компрессоров, монтаж и отладка оборудования без привлечения иностранных специалистов. На вновь созданном производстве изготовлен первый компрессор с улучшенными техническими параметрами.
В мае 1982 года с конвейера сошёл десятимиллионный холодильник.
В августе 1997 года началось производство компрессоров нового типа.
В 2000 году аудиторами компании TUV-CERT проведен сертификационный аудит системы качества, на международной конференции по менеджменту качества в г. Москве получен сертификат соответствия системы качества требованиям МС ИСО 9001-1994.
В 2003 году изготовлены первые промышленные образцы медицинского оборудования. Медицинская продукция завода признана на Всероссийском рынке. Получен сертификат качества новой версии ИСО 9001-2000.
В 2005 году был обновлён дизайн холодильников «Бирюса». Внешний и внутренний дизайн был разработан итальянской проектной студией Appliances Engineering. На конвейер было поставлено семнадцать новых моделей холодильников комфорт-класса.
С 2008 года освоено серийное производство холодильников с системой No Frost, осуществлён переход на озонобезопасный хладагент R600а. Летом 2008 года компанией «Бирюса» был выпущен двадцатипятимиллионный холодильник.
В 2010 году компания «Бирюса» первой в регионе внедрила в производство нанотехнологии на линии окрашивания корпусов, дверей и деталей холодильников. Переход с цинк-фосфатного покрытия на титаноциркониевое, помимо улучшения экологичности производства, позволил снизить энергоемкость и сократить расходы на приобретение материалов. Красноярский завод холодильников приступил к выпуску продукции с классом энергоэффективности «А».
В 2011 году была проведена модернизация производства — внедрение циклопентана в качестве вспенивателя компонентов ППУ. Завод первым в России приступил к выпуску низкотемпературного шкафа для хранения икры «Бирюса 154 EKSN», который оснащен высокоэффективным компрессором АСС (Австрия).
26 апреля 2019 года в цехе готовой продукции произошло возгорание крыши. В последующем здание было полностью охвачено огнём, обрушилась кровля. Площадь пожара составила 24 тысячи м². На складе могло находиться до 50 тысяч единиц готовых изделий.
В 2021 году стало известно, что владельцем контрольного пакета акций ОАО «Красноярский завод холодильников „Бирюса“» стал красноярский предприниматель Павел Городов, который был ранее членом совета директоров (свои доли в уставном капитале ему передали Светлана Вараксина и Елена Климатова, бывшие основными акционерами предприятия).
В 2021 году завод был оштрафован Роспотребнадзором за несоблюдение санитарных правил и условий труда на предприятии.

## Собственники и руководство
Основные владельцы компании согласно списку аффилированных лиц на III квартал 2009 года:
- Городов Павел Алексеевич — 24,9 %,
- Климатова Ольга Ивановна — 23,7 %,
- Синников Сергей Иванович — 10,5 %,
- Суровцев Виктор Евгеньевич — 9,5 %,
- Слинкин Виталий Степанович (умер 1 мая 2013 года) — 6,7 %.

## Показатели деятельности
|                               | 2010      | 2011      | 2012      | 2013      | 2014      | 2015      | 2016      | 2017      | 2018      | 2019               | 2020      |
| ----------------------------- | --------- | --------- | --------- | --------- | --------- | --------- | --------- | --------- | --------- | ------------------ | --------- |
| Оборот (тысяч рублей)         | 3 883 904 | 4 005 739 | 3 520 507 | 2 905 407 | 3 016 296 | 3 961 762 | 4 807 067 | 4 313 068 | 5 563 246 | 5 783 268          | 7 242 492 |
| Чистая прибыль (тысяч рублей) | 105 866   | 38 699    | 70 177    | 2 046     | 3 907     | 83 421    | 129 627   | 50 227    | 32 985    | - 288 809 (убыток) | 158 484   |

## Продукция
- Бытовые холодильники
- Шкафы-витрины
- Прилавки-витрины
- Холодильники медицинские
- Морозильники-лари медицинские
- Кулеры для нагрева и охлаждения воды
- Винные шкафы
- Льдогенераторы
- Кондиционеры
- Стиральные машины
- Посудомоечные машины
- Кондиционеры бытовые (сплит-системы)

В 2011 году компания «Бирюса» выпускала двадцать три базовые модели бытовых холодильников, двадцать четыре модели торгового холодильного оборудования, четыре модели винных шкафов. Все виды продукции «Бирюса» имеют гарантию и полное техническое обслуживание в фирменных сервисных центрах.
Около 8 % продукции поставляется на экспорт, в основном — в страны СНГ.

## Торговые марки
- Бирюса
- Biryusa
- Snowcap
- Akai (холодильники, выпускаемые полностью на мощностях ОАО «КЗХ „Бирюса“», с изменённой конструкцией двери)